# Florida Keys

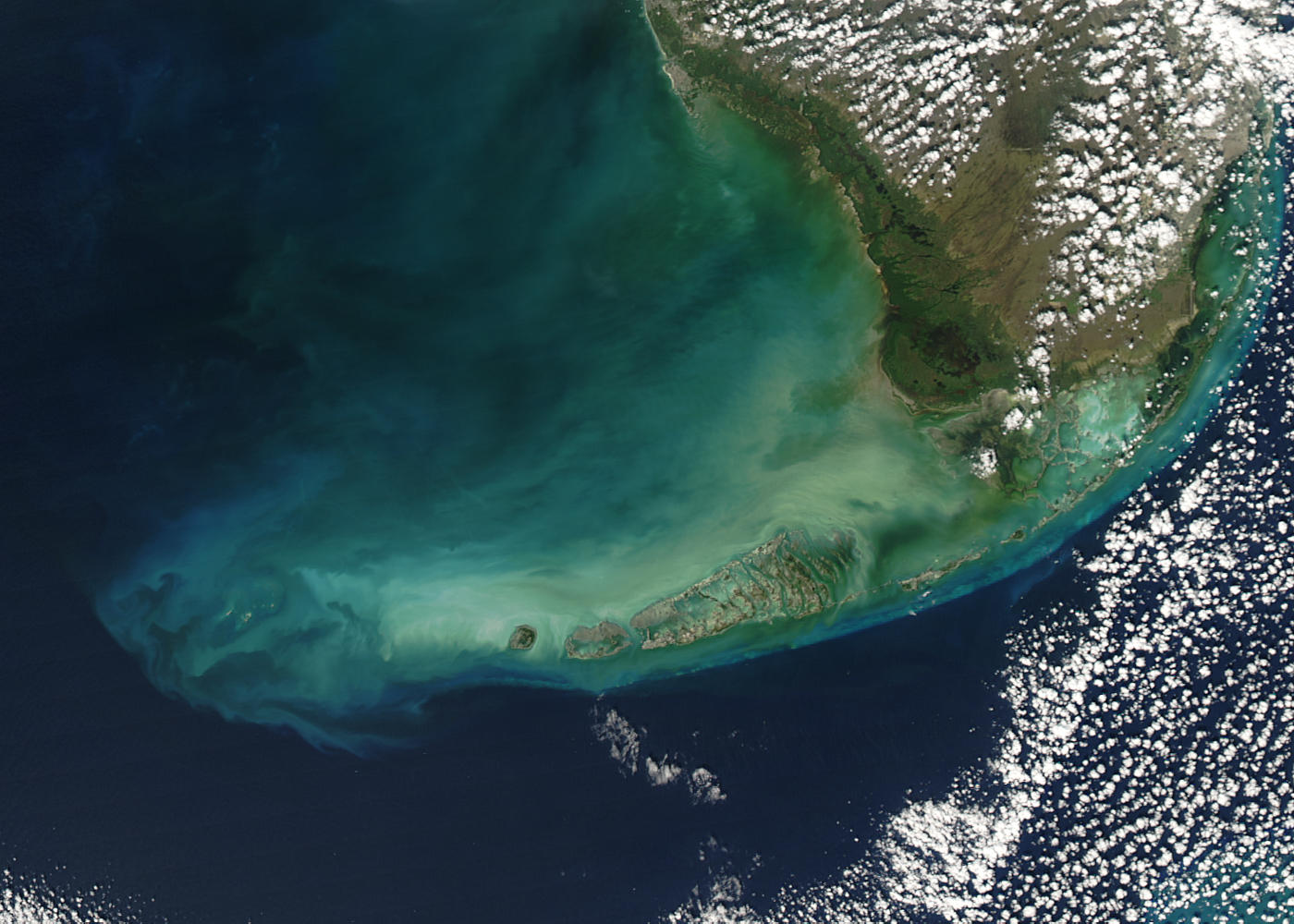
As Florida Keys vistas do espaço

As Florida Keys são um arquipélago composto por cerca de 1700 ilhas no Sudeste dos Estados Unidos. Tem início na ponta sudeste da península da Flórida, cerca de 25 km a sudeste de Miami, e estende-se ao longo de um suave arco, primeiro em direcção a sul-sudoeste, e depois em direcção a oeste, em direcção a Key West, a mais ocidental das ilhas habitadas, e às desabitadas Dry Tortugas. As Florida Keys são uma das áreas mais atingidas por furacões em todo o mundo, já que o arquipélago está localizado no centro da rota dos furacões que atingem constantemente o sul dos Estados Unidos e o Caribe.
As ilhas perfilam-se ao longo do Estreito da Flórida, dividindo o Oceano Atlântico a leste, do Golfo do México a oeste, definindo desta forma uma das margens da Baía da Flórida. A ponta sul de Key West situa-se a apenas 157 km de Cuba.
Situado nos subtrópicos entre os 23,5 e os 25,5 graus de latitude norte , o arquipélago goza de um clima tropical de acordo com a classificação do clima de Köppen. Mais de 95% da sua superfície pertence ao Condado de Monroe, com a restante porção a estender-se a nordeste e pertencendo ao Condado de Miami-Dade, como a cidade de Islandia.
A área total da sua superfície é de 355,6 km² e segundo o censo de 2000 nos Estados Unidos, a sua população era de 79 535 habitantes, o que significa uma densidade populacional de 223,66/km². No entanto, a grande maioria da população encontra-se concentrada em aglomerados urbanos de elevada densidade, como a cidade de Key West que concentra cerca de 32% da população do arquipélago, pelo que grandes áreas e muitas das ilhas menores são desabitadas.
A cidade de Key West é a sede de condado do Condado de Monroe, que consiste essencialmente na maior parte das Florida Keys desde Key Largo até às Dry Tortugas e abrangendo ainda a parte continental constituída pelo Parque Nacional Everglades.